# Sastre (kommunhuvudort)
Sastre är en kommunhuvudort i Argentina.   Den ligger i provinsen Santa Fe, i den centrala delen av landet, 500 km nordväst om huvudstaden Buenos Aires. Sastre ligger 109 meter över havet och antalet invånare är 5 521.
Terrängen runt Sastre är mycket platt. Närmaste större samhälle är San Jorge, 14,6 km söder om Sastre.
Trakten runt Sastre består till största delen av jordbruksmark. Runt Sastre är det glesbefolkat, med 13 invånare per kvadratkilometer.